# Søren Elung Jensen
Søren Elung Jensen (født 7. juli 1928 i Odense, død 22. januar 2017) var en dansk skuespiller og lydbogsindlæser.
Han blev student i 1947 og afsluttede sin skuespilleruddannelse fra Odense Teater i 1961.
Herefter fik han en lang række roller på bl.a. Det kongelige Teater, Det ny Teater, Aalborg Teater, Det Danske Teater, Aarhus Teater, Det ny Scala og Café Teatret.
Han medvirkede også i tv-teatret.
Søren Elung Jensen var gift to gange, først med skuespillerkollegaen Rita Angela og sidenhen med Jonna Hjerl. De var begge bosiddende i Alicante, Spanien, men flyttede senere til Brede i Lyngby-Taarbæk Kommune.

## Udvalgt filmografi
- Støv på hjernen – 1961
- Den rige enke – 1962
- Det støver stadig – 1962
- Støv for alle pengene – 1963
- Tænk på et tal – 1969
- Besat – 1999
- Manden som ikke ville dø – 1999